# Henicorhynchus ornatipinnis
Henicorhynchus ornatipinnis är en fiskart som först beskrevs av Roberts, 1997.  Henicorhynchus ornatipinnis ingår i släktet Henicorhynchus och familjen karpfiskar. Inga underarter finns listade i Catalogue of Life.